# Фантомно захранване
Фантомното захранване представлява метод за едновременно захранване и пренасяне на сигнал по общ кабел. Използва се в звукозаписната техника за захранване на кондензаторни и електретни микрофони. Източници на фантомно захранване често са вградени в микрофонни предусилватели, смесителни пултове с микрофонен вход и др.

## Техническа информация
Фантомното захранване представлява правотоково напрежение (предимно 48V), подадено едновременно по двата сигнални проводника на балансиран аудио кабел. Тъй като балансираният сигнал представлява разлика м/у сигналите в двата проводника, в динамичните микрофони това напрежение се нулира.

## Безопасност
Старият стандарт Tonaderspeisung (parallel powering, успоредно захранване или T-powering) е подобен на фантомното захранване, но несъвместим и може сериозно да повреди динамичен или лентов микрофон.
Съвременните кондензаторни микрофони консумират ток от порядъка на 1-10 mA. Това може да предизвика претоварване както в старо оборудване, така и в съвременни устройства от нисък и среден клас, които могат да осигурят не повече от 1-2 mA.